# 플로르 이 카넬라
《플로르 이 카넬라》(스페인어: Flor y canela)은 1988년 방영된 멕시코의 텔레노벨라이다.